# Cousinia rosea
Cousinia rosea là một loài thực vật có hoa trong họ Cúc. Loài này được Kult. mô tả khoa học đầu tiên.